# 松平光則
松平 光則（まつだいら みつひさ）/ 戸田 光則（とだ みつひさ）は、江戸時代末期の大名、明治時代の華族。信濃松本藩の第9代（最後）の藩主、同藩藩知事。戸田松平家14代。明治維新後に戸田へ改姓した。

## 生涯
文政11年（1828年）、第8代藩主となる松平光庸の次男として生まれる（当時の藩主は先代の松平光年）。天保13年（1842年）5月25日、前年に死去した養嗣子の光領（光年の実子）に代わって光庸の嫡子となる。同年10月1日、将軍徳川家慶に拝謁する。同年10月29日、従五位下・弾正少弼に叙任する。弘化2年（1845年）10月22日、光庸の隠居により家督を相続した。
文久元年（1861年）の和宮降嫁では中山道本山宿から下諏訪宿まで沿道守衛を担当した。文久2年（1862年）、幕命により東禅寺警衛役を任ぜられるが、藩士伊藤軍兵衛が引き起こした第二次東禅寺事件により、光則は差控となり、翌年相模国浦賀の警備役を命ぜられた。
元治元年（1864年）、天狗党の乱鎮圧のため中山道和田峠に派兵したが敗退する。禁門の変が起こると、縁戚にあたる正親町三条実愛邸に藩士を派遣して警衛に当たらせた。長州征討にも幕府方として参戦した。
王政復古後の慶応4年（1868年）1月2日に元将軍徳川慶喜が鳥羽・伏見の戦いを起こしたのを受けて新政府は1月10日に慶喜追討令を下し、慶喜は朝敵となった。1月27日には賜松平姓を受けていた大名家に対し「徳川慶喜反逆二付テハ松平之苗字ヲ称シ居候族ハ（略）速二各本姓二復」すことを命じる勅命が下った。光則は、勅令に恭順し松平姓を廃棄して戸田に復姓した。また家紋の葵紋も廃棄し、明治以降の戸田家は六曜紋を使用した。
その後、官軍に参加して長岡征討や会津征討に従軍。その際の戦功により翌明治2年（1869年）に賞典禄3000石を下賜された。その後同年6月19日に版籍奉還で松本藩知事に任じられるとともに華族に列し、明治4年（1871年）7月14日の廃藩置県まで藩知事を務めた。
版籍奉還の際に定められた家禄は現米で3685石、明治9年（1876年）の金禄公債証書発行条例に基づき家禄と賞典禄（実額750石）の合計4435石と引き換えに支給された金禄公債の額は12万2104円75銭6厘（華族受給者中60位）。
明治前期に光則の住居は東京府日本橋区矢ノ倉町にあった。
明治14年（1881年）に長男康泰に家督を譲り、明治17年（1884年）華族令により康泰が子爵に叙された。明治25年（1892年）没した。

## 栄典
- 1885年（明治18年）7月13日 - 勲五等双光旭日章[8]

## 家族
父母
- 松平光庸（父）
- 吉野氏 - 側室（母）

妻
- 重 - 溝口直諒の娘

子女
- 戸田康泰（長男） 生母は重
- 戸田氏懿（三男）
- 戸田光祐（四男）
- 嶋子 - 戸田忠恕の妻
- 茅子 - 松平忠興の妻
- 京子 - 相馬誠胤の妻
- 諒子 - 小笠原貞孚の妻
- 桂子 - 石川重之の妻

## 登場作品
テレビドラマ
- 『篤姫』（2008年、NHK大河ドラマ、演：八波一起）